# Drillia roseola
Drillia roseola is een slakkensoort uit de familie van de Drilliidae. De wetenschappelijke naam van de soort is voor het eerst geldig gepubliceerd in 1955 door Hertlein & Strong.